# George Feher
George Feher (Tchecoslováquia, 29 de maio de 1924 – La Jolla, 28 de novembro de 2017) foi um biofísico estadunidense, professor da Universidade da Califórnia em San Diego.